# Harry Lott
Harry Hunter Lott (født 13. januar 1880 i Philadelphia, Pennsylvania, død 5. februar 1949 i Lake Worth, Florida) var en amerikansk roer, som deltog i OL 1904 i St. Louis.

## Rokarriere
Lott roede i otteren for Vesper Boat Club, mens han studerede i Philadelphia. Han var med i båden, der deltog i OL 1904 i St. Louis, hvor der ud over Vesper-båden blot deltog én anden båd, canadiske Toronto Argonauts. Det var en båd fra Vesper, der havde vundet samme konkurrence ved legene fire år forinden, og to mand gik igen fra denne båd: John Exley og styrmand Lou Abell. Resten af besætningen bestod ud over Lott af Mike Gleason, Charles Armstrong, Jim Flanigan, Fred Cresser, Joe Dempsey og Frank Schell. Vesper genvandt OL-guldet med et forspring på tre længder til den canadiske båd.

## Videre karriere
Kort efter OL tog han sin medicinske eksamen, hvorefter han blev praktiserende øre-, næse-, halslæge i Philadelphia. Senere blev han også professor på Jefferson Medical College, hvor han oprindeligt var uddannet.